# Bird Set Free
„Bird Set Free” este un cântec al cantautoarei australiane Sia lansat pe cale digitală ca primul single promoțional de pe următorul ei album de studio This Is Acting (2016) pe data de 3 noiembrie 2015. Cântecul a fost scris de către Sia Furler și Greg Kurstin, de asemenea Kurstin a produs piesa.

## Compoziție
Într-un interviu cu Ryan Seacrest, Sia dezvăluie că cântecul este de asemenea altul dintre cântecele care le-a scris pentru Adele.

## Promovare
Pe data de 7 noiembrie 2015, Sia a interpretat la Saturday Night Live; episodul a fost găzduit de către Donald Trump. Ea a interpretat „Alive” și „Bird Set Free”.

## Clasamente
| Clasament (2015)                             | Poziție maximă |
| -------------------------------------------- | -------------- |
| Australia (ARIA)                             | 36             |
| Canada (Canadian Hot 100)                    | 98             |
| Cehia (Singles Digitál)                      | 69             |
| Franța (SNEP)                                | 49             |
| Noua Zeelandă Heatseeker (Recorded Music NZ) | 9              |
| Regatul Unit (OCC)                           | 92             |
| Slovacia (Singles Digitál)                   | 65             |
| Suedia Heatseeker (Sverigetopplistan)        | 13             |